# Power Rangers : L'Autre Galaxie
Chronologie
Dans l'espace Sauvetage éclair
Power Rangers : L'Autre Galaxie est la septième saison de la série télévisée américaine Power Rangers, adaptée du super sentai Seijū Sentai Gingaman et produite par Saban Entertainment.
Composée de 45 épisodes de 24 minutes, elle a été diffusée aux États-Unis à partir du 1er mai 1999 et en France, en 2000 sur TF1 dans l'émission TF! Jeunesse.
Power Rangers : L'Autre Galaxie est la première saison des Power Rangers à être indépendante des précédentes, en ce qui concerne son histoire, ses héros et ses méchants (tout comme la série sentai dont elle est adaptée). Cependant, elle conserve quelques liens, notamment Alpha 6 et l'Astro-Megaship ou la présence de Bulk et Skull, du professeur Phenomenus et de Karone (Astronema) comme héroïne.

## Synopsis
Après la défaite de Dark Specter et des forces du Mal, les gouvernements terriens décident de créer une station spatiale pour explorer l'univers. Cette station est baptisée Terra Venture. Des scientifiques, des militaires et des civils sont sélectionnés pour former une colonie à bord de Terra Venture et ainsi représenter la Terre dans d'autres univers.
Leo Corbett, qui désire plus que tout quitter la Terre, embarque à bord de Terra Venture clandestinement. Le frère de Leo, Mike, est le chef de la section sécurité de la station. Lors d'une mission d'entraînement sur la Lune, une jeune fille venant d'une autre planète apparaît, elle s'appelle Maya et elle les emmène sur sa planète Mirinoï qui est attaquée par Furio et l'empire du Mal de Scorpius, tous les habitants de sa planète ont été changés en pierre. Scorpius et sa fille Trakeena veulent mettre la main sur les sabres Quasar de Mirinoï qui leur apporteront la suprématie sur l'univers. Mais Mike, suivi de Kaï, Damon, Kendrix et Maya, de retirent les sabres du rocher avant Furio et parviennent à regagner le Mégaship mais Furio ouvre une crevasse dans le sol lunaire et Mike tombe dedans, mais il a eu le temps de donner son sabre Quasar à Leo. Lui et les autres possesseurs des sabres se transforment maintenant en rangers galactiques. Leo est désormais fermement décidé à combattre Scorpius et venger son frère. Maya décide quant à elle de rester sur Terra Venture pour trouver un moyen de libérer son peuple. La sauvegarde de la galaxie est désormais entre leurs mains...
Leo voit que son frère a été sauvé de la mort par le Magna Défender (le 6e ranger galaxie), lui aussi fait équipe pour pouvoir sauver Terra Venture des forces du mal et empêcher Scorpius de gagner. Il y aura bien des visites très inattendues comme la venue des Psychos Rangers et de ceux de l'espace, quand Kendrix se sacrifie pour sauver Cassie (la Ranger de l'Espace rose) Karone la sœur du Ranger de l'Espace rouge vient pour les aider à son tour. Mais quand Trakeena devient une créature prête à tout pour détruire les rangers, Léo doit utiliser tous ses pouvoirs pour la battre. Ils s'aperçoivent après la disparition de Trakeena qu'ils sont revenus sur Mirinoï, les rangers ayant accompli leurs missions décident de replanter les sabres quasar à leurs places, ce qui fait revenir les habitants de Mirinoï de leurs malédiction et Kendrix revint à la vie, la paix est enfin revenue dans le monde des rangers. Mais quand les habitants de la terre sont en danger, ils reviennent pour les aider à vaincre Trakeena, c'est là qu'ils rencontrent les rangers sauvetage éclair lors de cette saison. Lors d'un épisode spécial power ranger rouge, Leo est le seul ranger à reprendre à nouveau son épée quasar, et aide les autres rangers rouge pour leur combat.

## Distribution

### Rangers Galactiques
| Acteurs                                  | Rôles           | Rangers                     | Armes                                                                                  | Véhicules                                              | Armures                                           | Zords               |
| ---------------------------------------- | --------------- | --------------------------- | -------------------------------------------------------------------------------------- | ------------------------------------------------------ | ------------------------------------------------- | ------------------- |
| Danny Slavin (VF : Antoine Nouel)        | Léo Corbett     | Ranger Galactique rouge     | Transmorpher, Sabre Quasar rouge, Transdague rouge / Magna Serre, Lanceur Quasar rouge | Jet Jammer rouge, Astro Moto Lion / Moto Capsule rouge | Lumières d'Orion, Super Armure Power Ranger rouge | GalactaZord Lion    |
| Reggie Rolle (VF : François Pacôme)      | Damon Henderson | Ranger Galactique vert      | Transmorpher, Sabre Quasar vert, Transdague vert / Transblaster, Lanceur Quasar vert   | Jet Jammer vert, Astro Moto Condor                     | Lumières d'Orion                                  | GalactaZord Condor  |
| Archie Kao (VF : Renaud Durand)          | Kaï Chen        | Ranger Galactique bleu      | Transmorpher, Sabre Quasar vert, Transdague bleu / Cosmo Griffes, Lanceur Quasar bleu  | Jet Jammer bleu                                        | Lumières d'Orion                                  | GalactaZord Gorille |
| Cérina Vincent (VF : Naïké Fauveau)      | Maya            | Ranger Galactique jaune     | Transmorpher, Sabre Quasar jaune, Transdague jaune/ Dagues Delta, Lanceur Quasar jaune | Jet Jammer jaune                                       | Lumières d'Orion                                  | GalactaZord Loup    |
| Valerie Vernon (VF : Fily Keita)         | Kendrix Morgan  | Ranger Galactique rose (I)  | Transmorpher, Sabre Quasar rose, Transdague rose / Arc Bêta, Lanceurs Quasar rose      | Jet Jammer rose                                        | Lumières d'Orion                                  | GalactaZord Lynx    |
| Mélody Perkins (VF : Victoire Theismann) | Karone          | Ranger Galactique rose (II) | Transmorpher, Sabre Quasar rose, Transdague rose / Arc Bêta, Lanceurs Quasar rose      | Jet Jammer rose                                        | Lumières d'Orion                                  | GalactaZord Lynx    |

### Magna Defender
| Acteurs                             | Rôles                  | Rangers             | Armes                        | Zords    |
| ----------------------------------- | ---------------------- | ------------------- | ---------------------------- | -------- |
| Kerrigan Mahan (VF : Axel Kiener)   | Magna Defender         | Magna Defender (I)  | Magna Blaster                | Torozord |
| Russell Lawrence (VF : Axel Kiener) | Michael "Mike" Corbett | Magna Defender (II) | Magna Morpher, Magna Blaster | Torozord |

### Amis

#### Astro Megaship (Mark I)
Après que les Rangers de l'Espace aient sauvé l'univers, l'Astro Megaship est transformé en musée mais est réquisitionné par Kaï pour voyager vers Mirinoï. Les Rangers Galactiques utiliseraient plus tard l'Astro Megaship comme base d'opérations à temps partiel. L'Astro Megaship est détruit lors de la bataille finale contre Trakeena et ses forces.
- Alpha 6 (Donene Kistler) : Alpha 6 est un assistant robotique créé par le Roi Lexus qui est resté à bord de l'Astro Megaship en tant que guide touristique après sa transformation en musée. Lorsque Kaï Chen prend le contrôle de l'Astro Megaship pour se rendre sur Mirinoï, Alpha 6 aide les Rangers Galactiques en créant des armes qu'ils peuvent utiliser dans leur combat contre Scorpius et Trakeena, y compris les Jet Jammers et les Astro Motos. Alpha 6 est contraint de quitter l'Astro Megaship après sa destruction lors d'une altercation avec le Scorpion Stinger et il s'installe sur Mirinoï avec les Rangers Galactiques.
- D.E.C.A. (Julie Maddalena) : D.E.C.A. est l'ordinateur surpuissant et conscient de l'Astro Megaship. D.E.C.A. est détruite après que l'Astro Megaship a été programmé pour s'autodétruire afin d'empêcher le Scorpion Stinger de détruire les membres en fuite de Terra Venture.

#### GSA (Alliance Galactique Spatiale)
- Commandant Stanton (Tom Whyte) : Le Commandant Stanton est le capitaine de Terra Venture et est responsable de veiller à ce que Terra Venture fonctionne efficacement pendant leur recherche d'une nouvelle planète à coloniser. Il est également le supérieur hiérarchique de Kaï Chen, le Ranger Galactique bleu, et de Mike Corbett, le Magna Defender. Le commandant Stanton finit par trouver une planète appropriée pour que Terra Venture s'y pose, mais ses rêves de faire de Terra Venture la capitale de ce nouveau monde s'effondrent lorsque Terra Venture s'écrase sur sa lune, les obligeant à abandonner Terra Venture et à se replier sur cette planète nouvellement découverte, qui s'avère être Mirinoï.
- Haute Conseillère Renier (Betty Hankins) : La Haute Conseillère Renier est la Haute Conseillère de l'Alliance Galactique Spatiale et la supérieure du Commandant Stanton. Elle est utilisée comme moyen de pression lorsque Trakeena la kidnappe afin de trouver un mécanicien pour réparer sonScorpion Stinger endommagé, et elle est secourue lorsque Damon Henderson, le Ranger Galactique vert, se porte volontaire pour réparer le Scorpion Stinger.
- Conseiller Brody (Jack Betts) : Le Conseiller Brody est membre du Haut Commandement de l'Alliance Galactique Spatiale.

#### Terra Venture
Terra Venture est une colonie spatiale de la Terre, qui voyage à travers la galaxie à la recherche d'une nouvelle planète à coloniser. Elle abrite de nombreux dômes, y compris une ville, une montagne et un dôme forestier. Terra Venture est détruite par Trakeena après l'avoir fait s'écraser sur la Lune de Mirinoï. Elle tente plus tard d'utiliser son Dôme Principal pour s'écraser sur Mirinoï afin de détruire la Colonie de Terra Venture.
- Carolyn Pickets (Valérie Vernon) : Carolyn Pickets est une célèbre star de cinéma sur Terra Venture et un sosie de Kendrix Morgan. Carolyn en profite en prétendant avoir été blessée lors d'une attaque de monstre afin de prendre une pause, tandis que Kendrix la remplace pour le tournage de son film, "Star-Crossed Lovers". Lorsqu'il est révélé que Kendrix a en réalité été blessée lors de l'attaque du monstre, Carolyn l'aide à combattre Wisewizard en le désorientant lors du combat. Plus tard, elle remercie Kendrix lorsqu'elle remporte un prix.
- Jodie Stanton (Rosario Gru) : Jodie Stanton est la jeune fille du commandant Stanton que Kaï Chen, le Ranger Galactique bleu, doit accompagner en rollers. On la voit également passer du temps avec son père lors de ses jours de congé de la direction de Terra Venture.
- Ginger (Etty Lau) : Ginger est une habitante de Terra Venture qui sort brièvement avec Léo Corbett, le Ranger Glactique rouge. Elle devient une victime du monstre Maronda, mais est sauvée lorsque l'amulette de Maronda est détruite par la Moto Capsule rouge.
- Colby (John Koyama) : Colby est le grand frère surprotecteur de Ginger, qui travaille en tant que mécanicien sur Terra Venture. Il tente de sauver Ginger en affrontant le monstre Maronda sur une moto, après avoir promis à ses parents de protéger sa sœur à tout prix.
- Baxter (Benny Grant) : Baxter est un mécanicien travaillant pour l'Alliance Galactique Spatiale qui a volé les plans de l'arme de Damon Henderson pour combattre le monstre Decibat et a été promu au poste de chef mécanicien. Plus tard, il admet avoir triché lorsque son arme se retourne contre lui, et démissionne de son poste jusqu'à ce que Damon lui propose de reprendre son travail, réalisant que ce travail ne lui convient pas personnellement.
- Haley (Analisa Brouet) : Haley est une ancienne esclave qui travaillait au camp d'esclaves du Capitaine Mutiny. Elle est associée à Mike Corbett pour creuser des bijoux pour le Capitaine Mutiny peu de temps après qu'il s'est introduit et ait sauvé Mike de la colère de Barbarax, après avoir donné à son grand-père tous les bijoux qu'il a découverts. Elle est libérée du camp d'esclaves du Capitaine Mutiny, tout comme le reste des esclaves, et vit sur Terra Venture, puis sur Mirinoï.
- Benjamin (John F. Goff) : Benjamin est un ancien esclave qui travaillait au Camp d'esclaves du Capitaine Mutiny. Après que Mike Corbett l'a aidé à obtenir des bijoux et a donné de l'eau à sa petite-fille Haley, il distrait les Pirates et Barbarax afin que Haley et Mike puissent se faufiler hors de la file pour sauver tous les esclaves. Après avoir été libéré du Camp d'esclaves du Capitaine Mutiny, il vit sur Terra Venture et plus tard sur Mirinoï.

#### Comet Café
Le Comet Cafe est un café sur Terra Venture où Bulk et le Professeur Phenomenus ont commencé à travailler après avoir été renvoyés de la Division des Sciences de la GSA.
- Farkus « Bulk » Bulkmeier et le professeur Phenomenus (Paul Schrier et Jack Banning) : Bulk et le professeur Phenomenus sont deux scientifiques extraterrestres qui quittent la Terre après avoir obtenu des emplois sur Terra Venture en tant que membres de la Division des Sciences de la GSA. Cependant, ils perdent ces emplois et trouvent du travail au Comet Café. Plus tard, on les voit fuir Terra Venture après sa collision avec la lune de Mirinoï et s'installer sur Mirinoï.

#### Mirinoï
Mirinoï est une planète jungle qui abrite une civilisation semblable à celle des humains, chargée de garder les Sabres Quasar, cinq épées placées dans une pierre qui sont finalement libérées, les cinq élus devenant les Rangers Galactiques. L'une d'elles est une villageoise nommée Maya, qui devient la Ranger Galactique jaune. Mirinoï devient également le lieu où les citoyens de Terra Venture décident de s'installer, formant une colonie, où ils finissent par construire une ville.
- Jera (Richard Grant) : Jera est un sage aîné de la tribu de Maya sur Mirinoï, qui possède une vaste connaissance des Sabres Quasar. Après avoir refusé d'aider Furio à libérer les Sabres Quasar de leur lieu de repos, il est transformé en pierre, tout comme le reste des habitants de Mirinoï, jusqu'à ce que les Rangers Galactiques retournent les Sabres Quasar à leur lieu de repos.

#### Planète du Magna Defender
La planète d'origine du Magna Defender est la planète natale d'aliens semblables à des taureaux blindés, y compris le Magna Defender et son fils, Zika. La planète d'origine du Magna Defender a été attaquée par Scorpius il y a des milliers d'années, dont l'armée l'a ravagée de toutes ses ressources.
- Zika (Ryan James) : Zika est le jeune fils de Magna Defender qui a été tué par Scorpius lorsqu'il a attaqué leur planète natale il y a des siècles. Il est le principal catalyseur du désir de vengeance de Magna Defender. L'esprit de Zika convainc plus tard son père d'abandonner sa soif de vengeance et l'escorte vers l'au-delà après qu'il s'est sacrifié pour sauver Terra Venture.

#### Planète du Combattant
- Le Combattant (James Lew) : Le Combattant est un puissant combattant qui a affronté Karone lorsqu'elle était Astronema et qui possédait deux clés qui, une fois combinées, lui conféraient d'immenses pouvoirs. Avant qu'il ne puisse les combiner, Astronema l'a transformé en pierre. Cependant, il est libéré de sa prison de pierre après que Karone s'est excusée auprès de lui et donne ses clés à Léo Corbett pour restaurer ses pouvoirs et lui donner la Super Armure Power Ranger rouge.

#### Galaxie
- Gardien (Matthias Hues) : Le Gardien est le Gardien du Grimoire de la Galaxie qui se rend sur Terra Venture afin d'obtenir le Grimoire de la Galaxie, mais il est arrêté par le GSA (Alliance Galactique Spatiale) où il se lie d'amitié avec Kaï Chen. Il entre en contact avec Deviot, qui tente de voler le Grimoire de la Galaxie. Cependant, il échoue dans sa tentative et donne à Kaï Chen une amélioration pour les Lanceurs Quasar avant de s'estomper dans l'au-delà.

#### Terre

##### Rangers de l'Espace
| Acteurs                                         | Rôles                                | Rangers                  | Armes                                                 | Véhicules             |
| ----------------------------------------------- | ------------------------------------ | ------------------------ | ----------------------------------------------------- | --------------------- |
| Christopher Khayman Lee (VF : Alexis Tomassian) | Andros                               | Ranger de l'Espace rouge | Astro Morpher, Astro Blaster, Spiro Sabre             | Surf Galactique rouge |
| Roger Velasco (VF : Romain Redler)              | Carlos Vallerte                      | Ranger de l'Espace noir  | Astro Morpher, Astro Blaster, Lance lunaire           | Surf Galactique noir  |
| Selwyn Ward (VF : Benoît Du Pac)                | Théodore Jay « T.J. » Jarvis Johnson | Ranger de l'Espace bleu  | Astro Morpher, Astro Blaster, Astro Hache             | Surf Galactique bleu  |
| Tracy Lynn Cruz (VF : Julie Turin)              | Ashley Hammond                       | Ranger de l'Espace jaune | Astro Morpher, Astro Blaster, Lance-pierres stellaire | Surf Galactique jaune |
| Patricia Ja Lee (VF : Valérie de Vulpian)       | Cassie Chan                          | Ranger de l'Espace rose  | Astro Morpher, Astro Blaster, Parabole paralysante    | Surf Galactique rose  |

- Andros (Christopher Khayman Lee) : Andros est le Ranger de l'Espace rouge qui se rend sur Terra Venture pour aider les Rangers Galactiques à vaincre les Psycho Rangers récemment libérés. Plus tard, il s'associe à Léo Corbett, le Ranger Galactique rouge, pour combattre Psycho rouge.
- Carlos Vallerte (Roger Velasco) : Carlos Vallerte est le Ranger de l'Espace noir qui se rend sur Terra Venture pour aider les Rangers Galactiques à vaincre les Psycho Rangers récemment libérés. Plus tard, il s'associe à Damon Henderson, le Ranger Galactique vert, pour combattre Psycho noir.
- Théodore Jay « T.J. » Jarvis Johnson (Selwyn Ward) : T.J. Johnson est le Ranger de l'Espace bleu qui se rend sur Terra Venture pour aider les Rangers Galactiques à vaincre les Psycho Rangers récemment libérés. Plus tard, il s'associe à Kaï Chen, le Ranger Galactique bleu, pour combattre Psycho bleu.
- Ashley Hammond (Tracy Lynn Cruz) : Ashley Hammond est la Ranger de l'Espace jaune qui se rend sur Terra Venture pour aider les Rangers Galactiques à vaincre les Psycho Rangers récemment libérés. Plus tard, elle s'associe à Maya, la Ranger Galactique jaune, pour combattre Psycho jaune.
- Cassie Chan (Patricia Ja Lee) : Cassie Chan est la Ranger de l'Espace rose qui se rend sur Terra Venture pour aider les Rangers Galactiques à vaincre les Psycho Rangers récemment libérés. Plus tard, elle s'associe à Kendrix Morgan, la Ranger Galactique rose, pour combattre Psycho rose, puis elle se rend à Rashon après avoir découvert que Psycho rose a survécu et cherche le Glaive de l'Enfer. Cassie est lentement drainée d'énergie après que Psycho rose a absorbé le pouvoir de son Astro Morpher avec le Glaive de l'Enfer, jusqu'à ce que Kendrix sacrifie sa vie pour détruire le Glaive de l'Enfer et rétablir le pouvoir de son Astro Morpher.

### Ennemis

#### Vaisseau de Scorpius
- Scorpius (Kim Strauss) : Scorpius est un seigneur de guerre extraterrestre semblable à un scorpion qui désire posséder de nombreux objets puissants, notamment les Sabres Quasar et les Lumières d'Orion. Étant immobile, il confie le commandement de ses forces terrestres à différents généraux, le premier étant Furio chargé de capturer les Sabres Quasar et les Lumières d'Orion, suivi de Treacheron après que Furio s'est détruit lui-même dans une grotte après une ultime confrontation avec Léo le Ranger rouge dans l'épisode 9. Il a également une fille au physique humain nommée Trakeena, pour laquelle il éprouve une profonde affection et qu'il souhaite protéger à tout prix. Il finit par construire un cocon dans l'épisode 17 pour elle afin qu'elle puisse se métamorphoser en insecte doté de pouvoirs magnifiques, mais elle refuse d'y entrer et quitte le Scorpion Stinger pendant un court moment après qu'il a tenté de la forcer à y entrer. Peu de temps après la mort de Treacheron, un être traître nommé Deviot lui offre ses services tout en cherchant secrètement à le détruire pour s'approprier le cocon. Il persuade Scorpius de combattre lui-même les Rangers Galactiques après l'avoir trompé en lui faisant croire qu'ils avaient capturé Trakeena. Scorpius est gravement blessé après avoir subi une attaque directe du Ranger Galactique rouge et se retire dans le Scorpion Stinger, transmettant ses pouvoirs et son empire maléfique à sa fille Trakeena avant de mourir et de disparaître dans un nuage d'énergie, l'un de ses tentacules devenant le nouveau sceptre qu'elle utilisera lors des combats.
- Trakeena (Amy Miller Rolle) : Trakeena est une femme à l'apparence humaine et insectoïde, fille gâtée et vaniteuse de Scorpius, qui désire aider son père dans ses objectifs mais se retrouve protégée par lui en raison de son manque de compétences au combat. Cependant, elle vient en aide à ses généraux à quelques reprises, aidant Furio et Treacheron à s'emparer des Lumières d'Orion, en portant une armure insectoïde pour se protéger des combats. Lors d'une mission avec Treacheron, elle est contrainte de retourner dans le Scorpion Stinger, ce qui la met en colère. Elle le trahit en le faisant passer pour un traître quand Scorpius lui promet que s'il ramène les Lumières d'Orion, il gouvernera l'Univers à ses côtés. Après avoir décidé de détruire elle-même les Rangers Galactiques en envoyant un monstre nommé Crumummy pour voler la beauté des femmes de Terra Venture et en utilisant un déguisement humain pour empoisonner le Magna Defender, Scorpius tente de forcer Trakeena à entrer dans un cocon pour qu'elle devienne un insecte doté de pouvoirs magnifiques, mais elle quitte le Scorpion Stinger par peur de perdre sa beauté humaine. Elle se rend finalement sur Onyx, où elle rencontre un guerrier nommé Villamax qui la forme pour devenir une guerrière puissante et rusée. Peu de temps après la fin de son entraînement, elle apprend le combat de son père contre les Rangers Galactiques et retourne dans le Scorpion Stinger pour lui dire au revoir avant sa mort. Elle hérite des pouvoirs de son père, de son armée et du Scorpion Stinger, qu'elle compte utiliser pour se venger des Rangers Galactiques. Elle est sur le point de se venger du Ranger Galactique rouge jusqu'à ce que son combat soit interrompu par Deviot qui avait envoyé deux monstres pour l'assassiner afin de s'emparer du cocon, mais le plan de Deviot échouera. Trakeena enverra ensuite divers monstres attaquer Terra Venture pour poursuivre sa vengeance. Cependant, après avoir détruit Mutiny et son équipage pour ne pas avoir de rivaux, elle fusionne de force avec Deviot, acquérant ses traits maléfiques et faisant crasher Terra Venture sur la lune de Mirinoï, envoyant toute son armée de Stingwingers en tant que kamikazes pour attaquer Terra Venture alors que ses habitants évacuent vers Mirinoï. Après que le Scorpion Stinger a été abattu par l'Astro Megaship, elle utilise enfin le cocon pour se transformer en une forme plus semblable à un insecte, utilisant ces nouveaux pouvoirs pour énergiser le dôme principal de Terra Venture et le faire entrer en collision avec Mirinoï. Cependant, elle est stoppée par le Ranger Galactique rouge, se battant en duel avec lui puis affrontant toute l'équipe jusqu'à ce qu'elle soit vraisemblablement détruite par une attaque à courte portée par la Super Armure du Power Ranger rouge.
- Furio (Tom Wyner) : Furio est un guerrier cyborg rouge et l'un des généraux de Scorpius chargé de se rendre sur Mirinoï et de libérer les Sabres Quasar de leurs emplacements. Il échoue lorsque les cinq élus les libèrent, devenant ainsi les Rangers Galactiques, et utilise son pouvoir pour transformer toute la planète et ses habitants en pierre. Scorpius lui confie ensuite la tâche de lui obtenir les Sabres Quasar jusqu'à ce qu'il désire les Lumières d'Orion, échouant à de nombreuses reprises jusqu'à ce qu'il soit banni pour ses multiples échecs. Lors de son bannissement, Furio parvient à trouver une roche censée contenir les Lumières d'Orion, mais est découvert par le Ranger Galactique rouge. Il décide alors de se faire exploser pour le détruire une fois pour toutes, mais échoue après que Léo ait été sauvé par le Magna Defender.
- Treacheron (Derek Stephen Prince) : Treacheron est un guerrier samouraï et l'un des généraux de Scorpius chargé de piéger le Magna Defender dans une crevasse sur Mirinoï pendant des siècles. Il est appelé par Scorpius après la destruction de Furio pour l'aider à trouver les Lumières d'Orion et combat également le Magna Defender une fois qu'il se rend sur Terra Venture. Après une altercation où il force Trakeena à retourner dans le Scorpion Stinger, Trakeena est furieuse quand il prétend à Scorpius qu'elle l'a suivi sans sa permission pour sauver sa tête. Quand Scorpius promet à Treacheron que s'il rapporte les Lumières d'Orion il règnera sur l'Univers à ses côtés, Trakeena est furieuse d'entendre ça. Elle décide de le discréditer en faisant croire à Scorpius qu'il a donné ses Lumières d'Orion à son monstre, Destruxo. Il est emprisonné dans une cellule jusqu'à ce que ses fidèles guerriers, les Frères Requins, le libèrent et l'aident à se venger de Trakeena. Cependant, il ne parvient pas à se venger et est détruit après un duel contre le Ranger Galactique rouge, perdant lorsque le Sabre Quasar rouge le blesse mortellement. Treacheron est ressuscité par Hexuba dans le but d'épuiser les Rangers Galactiques avec de multiples attaques de monstres, mais il est détruit par le nouveau Magna Defender.
- Deviot (Bob Papenbrook) : Deviot est un cyborg qui se rend dans le Scorpion Stinger pour offrir ses services à Scorpius en utilisant les Créatures Galactiques perdues qu'il a converties en Stratoforce Megazord et Centaurus Megazord pour détruire les Rangers Galactiques en échange de l'utilisation du cocon qu'il a créé pour Trakeena. Après l'échec de ce plan, Deviot décide de faire en sorte que les Rangers Galactiques détruisent Scorpius en le trompant en lui faisant croire qu'ils ont capturé Trakeena. Il est presque parvenu à entrer dans le cocon lorsque le Ranger Galactique rouge le blesse gravement, mais échoue après que Trakeena retourne sur le Scorpion Stinger avant la mort de Scorpius et décide de rester à son service en tant que général. Peu de temps après l'échec de ce plan, il tente de détruire Trakeena avec deux mercenaires, mais cela échoue car Trakeena est trop puissante. Deviot réévalue alors ses plans, décidant de rester en faveur de Trakeena en lui présentant des plans et des monstres à utiliser pour détruire les Rangers Galactiques. Il parvient finalement à gagner plus de pouvoir après avoir utilisé le Grimoire de la Galaxie pour effectuer le sort de Keonta, se renforçant et manque de détruire les Rangers Galactiques jusqu'à ce qu'il soit frappé par des Lanceurs Quasar renforcées. Il grandit ensuite mais est apparemment détruit par le Galaxie Megazord, le Stratoforce Megazord et le Centaurus Megazord. Il est révélé plus tard qu'il a survécu en absorbant la force vitale d'un monstre nommé Rocketron pour retrouver sa forme précédente et offre ses services au Capitaine Mutiny jusqu'à ce que le château du Capitaine Mutiny et lui-même soient détruits par Trakeena à l'aide du Scorpion Stinger. Deviot survit à cela de façon inconnue et retourne sur le Scorpion Stinger en prétendant que le Capitaine Mutiny l'a forcé à travailler dans son camp d'esclaves, mais Trakeena ne le croit pas, le qualifiant de traître et le condamnant à mort aux mains de Villamax. Cependant, il parvient à éviter cela en forçant Trakeena à entrer dans le cocon avec lui, fusionnant avec elle et la rendant sans cœur et malveillante.
- Villamax (David Lodge) : Villamax est un guerrier de style motard que Trakeena rencontre sur Onyx après avoir eu des problèmes avec un trio de voyous. Il propose de l'entraîner pour devenir une puissante guerrière et rejoint son armée en tant que second commandant après la mort du père de Trakeena et la prise en charge du Scorpion Stinger. Bien qu'il soit maléfique, Villamax est également loyal et tient parole en libérant les Rangers Galactiques qu'il avait capturés lorsque le Ranger Galactique rouge se rend à eux. Villamax reste loyal à Trakeena jusqu'à ce qu'elle fusionne de force avec Deviot et devienne lentement folle, refusant de tirer sur un vaisseau transportant des innocents. Trakeena se bat alors contre lui jusqu'à la mort, étant détruite après avoir refusé de porter une seule attaque contre son ancien élève.
- Kegler (Richard Cansino) : Kegler est le complice maladroit en forme de tonneau de Villamax qui l'aide à entraîner Trakeena et rejoint plus tard son armée une fois qu'elle prend le contrôle du Scorpion Stinger. Kegler est doué en mécanique, capable de fabriquer un satellite qui a failli détruire les Rangers Galactiques, et a également amélioré les haut-parleurs sur les épaules de Decibat. Il est également bien informé sur les autres galaxies, connaissant l'existence de la Galaxie Perdue. Kegler est celui qui découvre la trahison de Deviot et qui préviendra Trakeena et Villamax pendant que Deviot était dans la Galaxie Perdue. Après que Trakeena ait fusionné de force avec Deviot et détruit son vieil ami Villamax, il le pleure mais continue de lui obéir par peur jusqu'à ce qu'il soit vu pour la dernière fois lorsque le Scorpion Stinger s'écrase sur la lune de Mirinoï. Il a probablement péri hors de l'écran lors du crash.
- Stingwingers : Les Stingwingers sont des créatures semblables à des insectes utilisées par Scorpius, puis par Trakeena, en tant que soldats de base. Les Stingwingers sont entièrement décimés lorsque Trakeena possédée par Deviot les utilise tous comme kamikazes pour attaquer Terra Venture en train de mourir.

#### Psycho Rangers
- Psycho rouge (Patrick David) : Psycho rouge est le contrepartie maléfique du Ranger de l'Espace rouge, libéré de sa carte de données par Deviot et envoyé sur Terra Venture pour capturer le Ranger Galactique rouge, mais échoue lorsque le Ranger de l'Espace rouge lui vient en aide. Il se bat ensuite contre le Ranger de l'Espace rouge et le Ranger Galactique rouge et est détruit pour de bon par une attaque finale combinée des Rangers de l'Espace et des Rangers Galactiques.
- Psycho noir (Michael Maize) : Psycho noir est le contrepartie maléfique du Ranger de l'Espace noir, libéré de sa carte de données par Deviot et envoyé sur Terra Venture pour capturer le Ranger Galactique vert. Il se bat ensuite contre le Ranger de l'Espace noir et le Ranger Galactique vert et est détruit pour de bon par une attaque finale combinée des Rangers de l'Espace et des Rangers Galactiques.
- Psycho bleu (Wally Wingert) : Psycho bleu est le contrepartie maléfique du Ranger de l'Espace bleu, libéré de sa carte de données par Deviot et envoyé sur Terra Venture pour capturer le Ranger Galactique bleu. Il se bat ensuite contre le Ranger de l'Espace bleu et le Ranger Galactique bleu et est détruit pour de bon par une attaque finale combinée des Rangers de l'Espace et des Rangers Galactiques.
- Psycho jaune (Kamera Walton) : Psycho jaune est le contrepartie maléfique de la Ranger de l'Espace jaune, libéré de sa carte de données par Deviot et envoyé sur Terra Venture pour capturer la Ranger Galactique jaune. Elle se bat ensuite contre la Ranger de l'Espace jaune et la Ranger Galactique jaune et est détruite pour de bon par une attaque finale combinée des Rangers de l'Espace et des Rangers Galactiques.
- Psycho rose (Vicki Davis) : Psycho rose est le contrepartie maléfique de la Ranger de l'Espace rose, libérée de sa carte de données par Deviot et envoyée sur Terra Venture pour capturer la Ranger Galactique rose. Elle se bat ensuite contre la Ranger de l'Espace rose et la Ranger Galactique rose et est gravement blessée par une attaque finale combinée des Rangers de l'Espace et des Rangers Galactiques. Cependant, Psycho rose survit à cette attaque et est partiellement guérie par Deviot. Après avoir repris conscience, elle devient rebelle et, après avoir absorbé des informations de Kendrix Morgan, tente d'utiliser le Glaive de l'Enfer pour obtenir suffisamment de puissance pour détruire la Ranger de l'Espace rose et la Ranger Galactique rose. Après s'être connectée au Astro Morpher de Cassie Chan avec le Glaive de l'Enfer, Psycho rose mute en sa forme de monstre et devient géante, mais elle est détruite par les efforts combinés de l'Astro Megazord et du Galaxie Megazord.

#### La Galaxie Perdue
- Capitaine Mutiny (Mike Reynolds) : Le Capitaine Mutiny est un pirate de l'espace en forme de vaisseau et le dirigeant de la Galaxie Perdue. Il attire les personnes qui pénètrent dans son domaine en étant amical au départ, mais finit par les capturer pour les utiliser dans son camp d'esclaves afin de trouver des trésors sur des planètes désertiques. Il porte son attention sur Terra Venture, essayant à plusieurs reprises de vaincre les Rangers Galactiques et de capturer les civils de Terra Venture pour les envoyer dans son camp d'esclaves. Il suit même Terra Venture lorsqu'elle s'échappe de la Galaxie Perdue, mais est immédiatement détruit lorsque Trakeena détruit son château avec le Scorpion Stinger.
- Barbarax (Richard Epcar) : Barbarax est un guerrier armé de piques et le second commandant du Capitaine Mutiny. Il est également responsable de la gestion du camp d'esclaves du Capitaine Mutiny et de la capture des citoyens de Terra Venture pour les envoyer dans son camp d'esclaves. Lorsque Barbarax suit Terra Venture depuis la Galaxie Perdue, il est détruit après que le château du Capitaine Mutiny a été détruit par le Scorpion Stinger.
- Hexuba (Rajia Baroudi) : Hexuba est une sorcière au thème égyptien embauchée par le Capitaine Mutiny pour détruire les Rangers Galactiques. Son premier plan consiste à les piéger dans un monde de rêves et à les détruire avec une armée de Marins et un monstre nommé Nightmare, mais le Magna Defender parvient à briser le sort. Son deuxième plan consiste à ressusciter d'anciens monstres pour les épuiser et finalement les détruire. Cependant, ce plan échoue lorsque le Ranger Galactique bleu parvient à détruire sa boule de cristal, ce qui la pousse à affronter directement les Rangers Galactiques en utilisant les pouvoirs de tous les anciens monstres qu'elle a ressuscités. Le Ranger Galactique rouge tente de la détruire avec une explosion de sa Super Armure Power Ranger rouge, mais cela la fait grandir, et elle est finalement détruite par les efforts combinés du Galaxie Megazord, Defender Torozord, du Stratoforce Megazord et du Centaurus Megazord.
- Titanosaure : Le Titanosaure est une créature géante semblable à un dinosaure utilisée par le Capitaine Mutiny comme principal moyen de transport dans la Galaxie Perdue. Le Titanosaure est finalement utilisé pour combattre les Rangers Galactiques, mais il surchauffe lors de son premier combat en raison du poids du château sur son dos. Après que le château s'est séparé de lui, il est renvoyé sur Terra Venture pour détruire les Rangers Galactiques, mais est lui-même détruit par les efforts combinés du Galaxie Megazord, du Defender Torozord, du Stratoforce Megazord et du Centaurus Megazord.
- Marins : Les Marins sont des pirates à la peau orange utilisés par le Capitaine Mutiny en tant que soldats de base.

## Armes
- Transmorphers ◆◆◆◆◆ : Les Transmorphers sont les outils nécessaires pour se transformer en Rangers Galactiques.
- Magna Morpher : Le Magna Morpher est l'outil nécessaire pour se transformer en Magna Defender.
- Sabres Quasar ◆◆◆◆◆ : Les Sabres Quasar sont des épées mystiques qui ont été placées dans une pierre sur Mirinoï il y a trois mille ans. De nos jours, ils ont été libérés et utilisés comme source de pouvoir des Rangers Glactiques et comme arme principale.
  - Sabre Quasar rouge : Le Sabre Quasar rouge est une arme en forme d'épée utilisée par le Ranger Galactique rouge, qui est également sa principale source de pouvoir.
  - Sabre Quasar vert : Le Sabre Quasar vert est une arme en forme d'épée utilisée par le Ranger Galactique vert, qui est également sa principale source de pouvoir.
  - Sabre Quasar bleu : Le Sabre Quasar bleu est une arme en forme d'épée utilisée par le Ranger Galactique bleu, qui est également sa principale source de pouvoir.
  - Sabre Quasar jaune : Le Sabre Quasar jaune est une arme en forme d'épée utilisée par la Ranger Galactique jaune, qui est également sa principale source de pouvoir.
  - Sabre Quasar rose : Le Sabre Quasar rose est une arme en forme d'épée utilisée par la Ranger Galactique rose, qui est également sa principale source de pouvoir.

- Transdagues ◆◆◆◆◆ : Les Transdagues sont des armes de pointe capable de se transformer en cinq armes différentes. Volées par Horn, Furio tente de les lui prendre mais les Power Rangers en prennent possession. Grâce aux Transdagues, ils peuvent transformer les Créatures Galactiques en GalactaZords.
  - Transdague rouge / Magna Serre : La Transdague rouge est une arme en forme de poignard que le Ranger Galactique rouge a obtenue du monstre Horns. La Transdague rouge a la capacité de se transformer en une arme en forme de griffe appelée le Magna Serre. La Transdague rouge confère également à la Créature Galactique Lion la capacité de se transformer en GalactaZord Lion.
  - Transdague verte / Transblaster : La Transdague verte est une arme en forme de poignard que le Ranger Galactique vert a obtenue du monstre Horns. Transdague verte a la capacité de se transformer en une arme de type blaster appelée le Transblaster. Transdague verte confère également à la Créature Galactique Condor la capacité de se transformer en GalactaZord Condor.
  - Transdague bleue / Cosmo Griffes : La Transdague bleue est une arme en forme de poignard que le Ranger Galactique bleu a obtenue du monstre Horns. La Transdague bleue a la capacité de se transformer en une arme en forme de griffe appelée le Cosmo Griffes. La Transdague bleue confère également à la Créature Galactique Gorille la capacité de se transformer en GalactaZord Gorille.
  - Transdague jaune / Dagues Delta : La Transdague jaune est une arme en forme de poignard que la Ranger Galactique jaune a obtenue du monstre Horns. La Transdague jaune a la capacité de se transformer en armes en forme de poignard appelées les Dagues Delta. La Transdague confère également à la Créature Galactique Loup la capacité de se transformer en GalactaZord jaune.
  - Transdague rose / Arc Bêta : La Transdague rose est une arme en forme de poignard que la Ranger Galactique rose a obtenue du monstre Horns. La Transdague rose a la capacité de se transformer en une arme en forme d'arc appelée Arc Bêta. La Transdague rose confère également à la Créature Galactique Lynx la capacité de se transformer en GalactaZord Lynx.

- (Super) Lanceurs Quasar ◆◆◆◆◆ : Les Lanceurs Quasar sont des armes de type canon utilisées par les Rangers Galactiques. Elles tirent des puissants jets d'énergie qui sont liés à leurs éléments respectifs. Les Lanceurs Quasar reçoivent une amélioration de puissance de la part du Gardien du Grimoire de la Galaxie.
  - (Super) Lanceur Quasar rouge : Le (Super) Lanceur Quasar rouge est une arme de type canon utilisée par le Ranger Galactique rouge. Il tire un puissant rayon d'énergie provenant de son élément.
  - (Super) Lanceur Quasar vert : Le (Super) Lanceur Quasar vert est une arme de type canon utilisée par le Ranger Galactique vert. Il tire un puissant rayon d'énergie provenant de son élément.
  - (Super) Lanceur Quasar bleu : Le (Super) Lanceur Quasar bleu est une arme de type canon utilisée par le Ranger Galactique bleu. Il tire un puissant rayon d'énergie provenant de son élément.
  - (Super) Lanceur Quasar jaune : Le (Super) Lanceur Quasar jaune est une arme de type canon utilisée par la Ranger Galactique jaune. Il tire un puissant rayon d'énergie provenant de son élément.
  - (Super) Lanceur Quasar rose : Le (Super) Lanceur Quasar rose est une arme de type canon utilisée par la Ranger Galactique rose. Il tire un puissant rayon d'énergie provenant de son élément.

- Magna Épée / Magna Blaster : La Magna Épée est l'arme personnelle du Magna Defender, ressemblant à une épée. La Magna Épée peut se transformer en une arme de type blaster appelée le Magna Blaster.
- Pouvoir du Feu : Le Ranger Galactique rouge peut concentrer son énergie dans la paume de ses mains pour tirer un puissant faisceau.
- Jet Jammers ◆◆◆◆◆ : Les Jet Jammers sont des véhicules spatiaux de type jet de couleur variée créés par Alpha 6 et D.E.C.A. et conduits par les Rangers Galactiques.
  - Jet Jammer rouge : Le Jet Jammer rouge est un véhicule rouge en forme de jet spatial créé par Alpha 6 et D.E.C.A., et il est piloté par le Ranger Galactique rouge.
  - Jet Jammer vert : Le Jet Jammer vert est un véhicule vert en forme de jet spatial créé par Alpha 6 et D.E.C.A., et il est piloté par le Ranger Galactique vert.
  - Jet Jammer bleu : Le Jet Jammer bleu est un véhicule bleu en forme de jet spatial créé par Alpha 6 et D.E.C.A., et il est piloté par le Ranger Galactique bleu.
  - Jet Jammer jaune : Le Jet Jammer jaune est un véhicule jaune en forme de jet spatial créé par Alpha 6 et D.E.C.A., et il est piloté par la Ranger Galactique jaune.
  - Jet Jammer rose : Le Jet Jammer rose est un véhicule rouge en forme de jet spatial créé par Alpha 6 et D.E.C.A., et il est piloté par la Ranger Galactique rose.

- Astro Motos ◆◆◆ : Les Astro Motos sont des véhicules de type moto de couleur variée inspirés par des animaux et conduits par les Rangers Galactiques.
  - Astro Moto Lion : L'Astro Moto Lion est un véhicule rouge en forme de moto ornée d'un motif de lion, piloté par le Ranger Galactique rouge.
    - Moto Capsule rouge : La Moto Capsule rouge est une version améliorée du Astro Moto Lion qui est conduit par le Ranger Galactique rouge.

  - Astro Moto Condor : L'Astro Moto Condor est un véhicule vert en forme de moto ornée d'un motif de condor, piloté par le Ranger Galactique vert.
  - Astro Moto Gorille : L'Astro Moto Gorille est un véhicule bleu en forme de moto ornée d'un motif de gorille, piloté par le Ranger Galactique bleu.

- Cheval blanc : Le Cheval Blanc qui vit dans une écurie sur Terra Venture. Il est monté par le Ranger Galactique rouge et lui est donné une armure pour combattre le monstre, Chillyfish.
- Lumières d'Orion ◆◆◆◆◆ : Les Lumières d'Orion sont une puissante boule d'énergie recherchée par Scorpius et Magna Defender après qu'ils se sont retrouvés mystérieusement sur Terra Venture. Après de nombreuses tentatives infructueuses pour trouver les Lumières d'Orion, elles sont finalement découvertes par le monstre Destruxo, mais elles se lient aux Rangers Galactiques, leur conférant la capacité d'invoquer leurs pouvoirs et d'obtenir une puissante armure.
- Clés Galactiques : Les Clés Galactiques sont deux clés puissantes données au Ranger Galactique rouge par le Combattantr qui activent son Battlizer connue sous le nom de Super Armure Power Ranger rouge.
  - Super Armure Power Ranger rouge : La Super Armure Power Ranger rouge est une pièce d'armure puissante que le Ranger Galactique a obtenue auprès du Combattant que Karone a combattu lorsqu'elle était Astronema.

- Grimoire de la Galaxie : Le Grimoire de la Galaxie est un livre ancien qui est entré en possession des Rangers Galactiques après avoir répondu à un signal de détresse provenant d'un vaisseau abandonné. Le Grimoire de la Galaxie contient tous les secrets de la galaxie, y compris une section sur les Créatures Galactiques et le Glaive de l'Enfer. Le Grimoire de la Galaxie possède également un sort appelé le Sortilège de Keonta qui, une fois prononcé par son utilisateur, ouvre un portail vers la Galaxie Perdue.

## Zords

### Créatures Galactiques / GalactaZords
Scorpius avait trouvé et capturé cinq bêtes gigantesques et puissantes, qui étaient retenues captives sur une planète lointaine. Maya a senti que ces Créatures Galactiques avaient besoin d'aide et, avec le reste de l'équipe, a voyagé jusqu'à la planète pour les libérer. Pour rendre la pareille, les bêtes aident les Rangers Galactiques à détruire un monstre, ce qui a commencé un partenariat entre l'homme et la bête dans la lutte contre le mal. En utilisant leurs Transdagues, les Rangers Galactiques ont pu infuser de la puissance aux bêtes, les transformant en GalactaZords, qui pouvaient se combiner et former le Galaxie Megazord. Le Galaxie Megazord achève les monstres avec l'arbalète Condor. Il a également gagné une armure dorée avec la mise sous tension des Lumières d'Orion, avec laquelle il est capable de détruire les monstres d'un coup d'épée surchargé. Les Créatures Galactiques résident actuellement en paix sur Mirinoï, avec les Rangers Galactiques. Ils ont été brièvement éloignés pour une bataille, qui a eu lieu sur Terre contre Trakeena.
- Créature Galactique Lion / GalactaZord Lion : La Créature Galactique Lion est une créature semblable à un lion qui a juré sa loyauté au Ranger Galactique rouge en échange de l'avoir sauvée de Scorpius. La Créature Galactique Lion a la capacité de se transformer en Zord lorsque Ranger Galactique rouge le combine avec sa Transdague.
- Créature Galactique Condor / GalactaZord Condor : La Créature Galactique Condor est une créature semblable à un condor qui a juré sa loyauté au Ranger Galactique vert en échange de l'avoir sauvée de Scorpius. La Créature Galactique Condor a la capacité de se transformer en Zord lorsque le Ranger Galactique vert le combine avec sa Transdague.
- Créature Galactique Gorille / GalactaZord Gorille : La Créature Galactique Gorille est une créature semblable à un gorille qui a juré sa loyauté au Ranger Galactique bleu en échange de l'avoir sauvée de Scorpius. La Créature Galactique Gorille a la capacité de se transformer en Zord lorsque le Ranger Glactique bleu le combine avec sa Transdague.
- Créature Galactique Loup / GalactaZord Loup : La Créature Galactique Loup est une créature semblable à un loup qui a juré sa loyauté envers la Ranger Galactique jaune en échange de l'avoir sauvé de Scorpius. La Créature Galactique Loup a la capacité de se transformer en un Zord lorsque la Ranger Galactique jaune le combine avec sa Transdague.
- Créature Galactique Lynx / GalactaZord Lynx : La Créature Galactique Lynx est une créature semblable à un chat sauvage qui a juré sa loyauté envers la Ranger Galactique rose en échange de l'avoir sauvé de Scorpius. La Créature Galactique Lynx a la capacité de se transformer en un Zord lorsque la Ranger Galactique rose le combine avec sa Transdague.

### Torozord
- Torozord : Le Torozord est un Zord de type taureau qui est monté par le Magna Defender lors des combats.

### Centaurus
- C1 : Le C1 était basé sur la voiture de formule Red. Le C1 forme la tête et le dos du Centaurus Megazord, ainsi que le "clip" du canon laser. Il se déploie à partir de l'abdomen inférieur du Zénith CarrierZord.
- C2 : Le C2 était basé sur le rover à 8 roues rouges. Le C2 forme le haut du torse du Centaurus Megazord et le "générateur" du canon laser. Il se déploie à partir de la hanche gauche du Zénith CarrierZord.
- C3 : Le C3 était basé sur la voiture noire de type tank. Le C3 forme la taille du Centaurus Megazord et le "châssis" du canon laser. Il se déploie à partir de la hanche gauche du Zénith CarrierZord.
- C4 : Le C4 était basé sur la voiture à baril rouge à 6 roues. Le C4 forme les bras du Centaurus Megazord et les "embouchures" du canon laser. Il se déploie à partir de la hanche gauche du Zénith CarrierZord.
- C5 : Le C5 était basé sur la voiture longue rouge. Le C5 forme le casque et les jambes du Centaurus Megazord, ainsi que le "barillet" du canon laser. Il se déploie à partir de la hanche droite du Zenith CarrierZord.

### Stratoforce
- S1 : Forme la tête, les épaules et les bras du Stratoforce Megazord.
- S2 : Forme la poitrine et le dos du Stratoforce Megazord.
- S3 : Forme les hanches du Stratoforce Megazord et probablement tient le casque.
- S4 : Forme la jambe droite du Stratoforce Megazord. Contrairement aux autres S-Zords, celui-ci et le S5 sont lancés respectivement à partir des "bras" droit et gauche du Zénith CarrierZord.
- S5 : Forme la jambe gauche du Stratoforce Megazord. Contrairement aux autres S-Zords, celui-ci et le S4 sont lancés respectivement à partir des "bras" gauche et droit du Zénith CarrierZord.

### Zénith CarrierZord
- Zénith CarrierZord : Le Zénith CarrierZord était à l'origine la Créature Galactique Requin qui a été transformé en un CarrierZord par Deviot pour abriter les Zords qui se transforment en Stratoforce Megazord et Centaurus Megazord.

## Megazords
- Galaxie Megazord ◆◆◆◆◆ : Les GalactaZords peuvent se combiner les uns avec les autres pour former le Galaxie Megazord. Le Galaxie Megazord acquiert une armure lorsqu'il utilise les pouvoirs des Lumières d'Orion.
- Defender Torozord : Le Torozord peut se combiner avec le Magna Defender pour former le Defender Torozord.
- Centaurus Megazord : Le Centaurus Megazord était à l'origine la Créature Galactique Rhinocéros qui a été transformé en plusieurs véhicules tout-terrain par Deviot pour ses propres desseins maléfiques. Lorsqu'il a été révélé que le Centaurus Megazord était la Créature Galactique Rhinocéros, le Centaurus Megazord s'est allié aux Rangers Galactiques. En combat, le Centaurus Megazord utilise un canon blaster.
- Stratoforce Megazord : Le Stratoforce Megazord était à l'origine la Créature Galactique Phénix qui a été transformé en plusieurs véhicules volants par Deviot pour ses propres desseins maléfiques. Lorsqu'il a été révélé que le Stratoforce Megazord était la Créature Galactique Phénix, le Stratoforce Megazord s'est allié aux Rangers Glactiques. En combat, le Stratoforce Megazord utilise un boomerang.

## Épisodes de la septième saison (1999)
| No de production | No d'épisode | Titre français                 | Titre original                  | Première diffusion ( Canada) |
| ---------------- | ------------ | ------------------------------ | ------------------------------- | ---------------------------- |
| 294              | 01           | Les sabres Quasars Partie 1    | Quasar Quest, Part I            | 1er mai 1999                 |
| 295              | 02           | Les sabres Quasars Partie 2    | Quasar Quest, Part II           | 1er mai 1999                 |
| 296              | 03           | Des amis de poids              | Race to the Rescue              | 17 juillet 1999              |
| 297              | 04           | La nouvelle recrue             | Rookie in Red                   | 17 juillet 1999              |
| 298              | 05           | Le mal du pays                 | Homesick                        | 17 juillet 1999              |
| 299              | 06           | Les lumières d'Orion           | The Lights of Orion             | 31 juillet 1999              |
| 300              | 07           | La doublure                    | Double Duty                     | 31 juillet 1999              |
| 301              | 08           | Le coup de foudre              | The Blue Crush                  | 31 juillet 1999              |
| 302              | 09           | Magma defender                 | The Magna Defender              | 31 juillet 1999              |
| 303              | 10           | Les tournesols                 | The Sunflower Search            | 7 août 1999                  |
| 304              | 11           | Un coup de froid               | Silent Sleep                    | 7 août 1999                  |
| 305              | 12           | Des lumières convoitées        | Orion Rising                    | 7 août 1999                  |
| 306              | 13           | Le retour des lumières d'Orion | Orion Returns                   | 7 août 1999                  |
| 307              | 14           | La fin de Treacheron           | Shark Attack                    | 7 août 1999                  |
| 308              | 15           | Le rachat                      | Redemption Day                  | 14 août 1999                 |
| 309              | 16           | Un grand destin                | Destined for Greatness          | 14 août 1999                 |
| 310              | 17           | La beauté volée                | Stolen Beauty                   | 14 août 1999                 |
| 311              | 18           | Mission de secours             | The Rescue Mission              | 14 août 1999                 |
| 312              | 19           | Le secret du grimoire Partie 1 | The Lost Galactabeasts, Part I  | 21 août 1999                 |
| 313              | 20           | Le secret du grimoire Partie 2 | The Lost Galactabeasts, Part II | 21 août 1999                 |
| 314              | 21           | Un trône convoité              | Heir to the Throne              | 28 août 1999                 |
| 315              | 22           | Un jeu dangereux               | An Evil Game                    | 28 août 1999                 |
| 316              | 23           | Souvenirs de Mirindi           | Memories of Mirinoï             | 17 septembre 1999            |
| 317              | 24           | Courage vert                   | Green Courage                   | 17 septembre 1999            |
| 318              | 25           | Coup de chaleur                | Blue to the Test                | 30 octobre 1999              |
| 319              | 26           | Une course disputée            | Mean Wheels Mantis              | 30 octobre 1999              |
| 320              | 27           | Le dernier combat de Loyax     | Loyax' Last Battle              | 11 septembre 1999            |
| 321              | 28           | Romance en rouge               | A Red Romance                   | 11 septembre 1999            |
| 322              | 29           | Un guerrier changeant          | The Chameliac Warrior           | 18 septembre 1999            |
| 323              | 30           | Dix Power Rangers              | To the Tenth Power              | 18 septembre 1999            |
| 324              | 31           | Le pouvoir rose                | The Power of Pink               | 29 octobre 1999              |
| 325              | 32           | Un sabre recherché             | Protect the Quasar Saber        | 29 octobre 1999              |
| 326              | 33           | Un passé douloureux            | Facing the Past                 | 29 octobre 1999              |
| 327              | 34           | Une place convoitée            | Turn up the Volume              | 28 octobre 1999              |
| 328              | 35           | La galaxie perdue              | Enter the Lost Galaxy           | 28 octobre 1999              |
| 329              | 36           | Attention aux pirates          | Beware the Mutiny               | 28 octobre 1999              |
| 330              | 37           | Grunchor à l'œuvre             | Grunchor on the Loose           | 28 octobre 1999              |
| 331              | 38           | Une chaude journée             | Until Sunset                    | 31 décembre 1999             |
| 332              | 39           | Un terrible cauchemar          | Dream Battle                    | 31 décembre 1999             |
| 333              | 40           | Les revenants                  | Hexuba's Graveyard              | 31 décembre 1999             |
| 334              | 41           | La fin du Titanosaure          | Raise the Titanisaur            | 31 décembre 1999             |
| 335              | 42           | Inversons le mauvais sort      | Escape the Lost Galaxy          | 31 décembre 1999             |
| 336              | 43           | La fin du voyage Partie 1      | Journey's End, Part I           | 31 décembre 1999             |
| 337              | 44           | La fin du voyage Partie 2      | Journey's End, Part II          | 31 décembre 1999             |
| 338              | 45           | La fin du voyage Partie 3      | Journey's End, Part III         | 31 décembre 1999             |

## Commentaires
On peut noter que l'armée qui protège Terra Venture utilisent les mêmes vêtements et les mêmes armes que ceux du film Starship Troopers.
L'actrice Valerie Vernon qui jouait le rôle de Kendrix Morgan alias le Ranger Galactique rose a été obligé de quitter temporairement la série pour être traitée contre une leucémie. Elle fut remplacée par l'actrice Mélody Perkins qui reprend le rôle Karone (la sœur du Power de l'espace rouge). À mi-saison, la production a fait mourir Kendrix Morgan pour pouvoir effectuer le remplacement entre les deux actrices. Elle revint à la fin de la saison une fois guérie.
À ce jour, la Ranger Galactique rose a été la seule Power Ranger à être tuée depuis la création de la franchise Power Rangers.
Plusieurs fans ont trouvé que la fin de Power Rangers : L'Autre Galaxie avait été gâchée. Car Deviot aurait dû mourir dans la destruction du château du Capitaine Mutiny au lieu de survivre et de transformer Trakeena en un monstre cruelle, ce qui aurait pu offrir une meilleure fin à la série.
Jack Banning qui joue le rôle du professeur Phenomenus est mort le 10 juillet 2005 suite d'une pneumonie. 
Richard Grant qui joue le rôle de Jera est mort le 24 décembre 2007 à l'age de 79 ans de cause naturel.